# هفتمین گناه
هفتمین گناه نام یک کتاب ادبی است که توسط ویلیام سامرست موآم، نویسندهٔ اهل انگلستان نوشته شده‌است.